# Valero
Valero – gmina w Hiszpanii, w prowincji Salamanka, w Kastylii i León, o powierzchni 26,27 km². W 2011 roku gmina liczyła 341 mieszkańców.